# František Ruth
František Ruth (12. února 1854 Zbraslavice – 16. března 1926 Praha) byl český spisovatel, překladatel, učitel a filolog, známý především jako autor třídílné Kroniky královské Prahy.

## Život
Narodil v obci Zbraslavice poblíž Kutné Hory, v rodině krejčovského mistra Václav Rutha a jeho manželky Josefy, rozené Krupičkové. V Kutné Hoře absolvoval gymnázium a pokračoval studiem klasické filologie a dějepisu na Filozofické fakultě Univerzity Karlovy v Praze. V letech 1875-78 učil jako suplent na gymnáziu v Klatovech, v letech 1878-80 v Písku, tam se oženil a po státních zkouškách byl v září 1880 jmenován řádným profesorem na nižším gymnáziu v Čáslavi. V květnu 1896 byl jmenován profesorem reálného gymnázia v Praze v Žitné ulici, kde učil do roku 1903, a zároveň na soukromém ústavu pro vzdělání učitelek u sv. Anny při kongregaci chudých školských sester. V letech 1903-1905 byl ředitelem gymnázia v Roudnici nad Labem. Roku 1906 byl s titulem c. k. vládního školního rady jmenován ředitelem vyššího gymnázia v Hradci Králové. V říjnu 1910 (po sebevraždě syna) obdržel zdravotní dovolenou a roku 1911 odešel do penze, kterou trávil v Praze. Zemřel na mozkovou mrtvici. Je pohřben na Vinohradském hřbitově v Praze (odd. 121, č. 26).

### Rodinný život
V době svého čáslavského působení se dne 30. října 1880 v Písku oženil s Hermínou Merglovou (*1858), se kterou měl tři děti: syna Františka (* 1882), který v letech 1902–1907 absolvoval studium na právnické fakultě UK a byl promován doktorem práv a dcery Hermínu (* 1883) a Hedviku (* 1887).

## Dílo
Jako spisovatel osvětové literatury od počátku učitelské dráhy přispíval do různých časopisů (Krok, Malý čtenář, Otavan, Osvěta, Věstník českých profesorů) osvětovými, kulturně historickými a naučnými články pro děti a mládež. Vydal kolem 150 titulů divadelních her pro dětská divadla, nejvíce v nakladatelstvích Rudolfa Štorcha a u Jana Otty. Také jako pragensista a popularizátor antické literatury byl ve své době velmi populární. Po celou dobu pedagogické činnosti psal převážně časopisecké stati, bajky a mytologické příběhy pro děti a mládež. Překládal z latiny a němčiny. Přeložil Juvenálovy Satiry, přispíval do Ottova slovníku a vydal třísvazkové Bájesloví řecké a římské. Některé publikace byly vydány posmrtně, jiné se dočkaly reedic. Patnáct z nich je digitalizováno.

### Pro děti (Fr. Hurt)
- Starověké pohádky

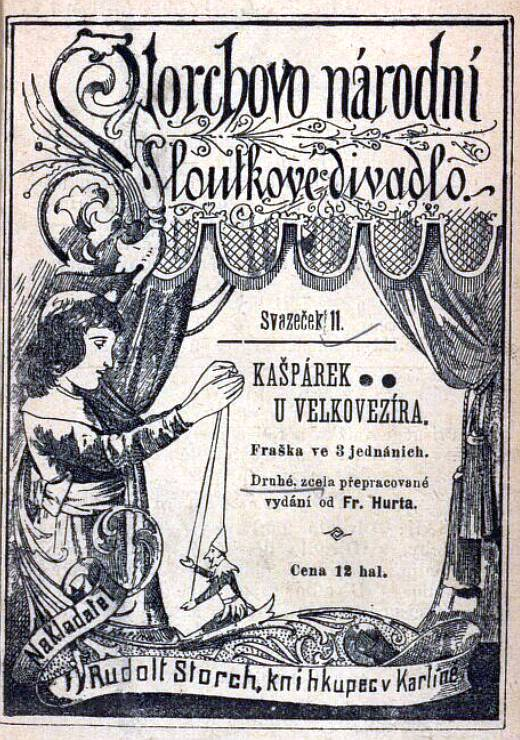
František Hurt: Kašpárek u velkovezíra. (Obálka)

Adaptoval cizojazyčnou dobrodružnou literaturu pro českou mládež, například romány Julese Verna nebo Daniela Defoa, adaptoval i starší povídky Václava Matěje Krameria.
- Zločincův štědrý den (povídka od Frant. Hurta; V Praze, Rudolf Storch, 1894)
- Bílá paní rožmberská
- Lupič nedobytných pokladen
- Vražda v balonu
- Hodina duchův
- Strašidlo na hradu Dubé
- Robinson Krusoe (podle Daniela Defoa)
- Spící rytíři ve vrchu Blaníku
- U australských lidojedův

### Dětské divadlo (výběr)
Napsal metodickou příručku pro dětská divadla, ve které rozlišuje divadlo loutkové, stínové/javajky, bramborové, kašpárkové, zvěřinec, kukátko, Mikuláše, kouzelnictví a jarmareční písně. Dále napsal tři desítky loutkových her v edici Štorchovo loutkové divadlo, vydávané Štorchovým nakladatelstvím dlouho po autorově smrti v reedicích.
- Příruční knížka a rádce malým ředitelům divadla loutkového i dětského
- Královna loutek
- Rozpustilý Kašpárek
- Kašpárek u velkovezíra (fraška ve 2 jednáních. Fr. Hurt, Rudolf Storch Praha 1895
- Kašpárek policajtem
- Kašpárkovy trampoty
- Krejčí princem
- Prodaná nevěsta (veselohra ve 3 jednáních, dle známé opery pro dětské divadlo upravil Fr. Hurt; V Praze, Rudolf Storch, mezi 1908 a 1920)
- Staré klípky: z vyprávění MUDr. R. Fibicha in: Svobodné noviny, list Sdružení kulturních organisací. Roč. 1, č. 160, 16. 10. 1945, s. 1–2

### Faktografie
- Dopisovatel rodinný i obchodní a domácí advokát (1897)
- Čech a Němec (konverzace, 1897)
- Bájesloví řecké i římské (1899)
- Novinářský slovník slov cizojazyčných, jež vyskytují se v knihách, listech denních i v obecném hovoru, ze všech odvětví života, věd a umění. Spoluoprávce slov cizích v češtině dosud špatně užívaných (bez data; 1899)
- Wie lerne Ich rasch böhmisch? (1906)
- Kronika královské Prahy a obcí sousedních je nejvýznamnější Ruthova kniha.[8] [p 1]

### Pseudonymy
Publikoval také pod pseudonymy František Borovský, Fr. Borovský-Ruth a Fr. Hurt (přesmyčka jména).

## Pozůstalost
Literární pozůstalost je uložena v osobním fondu František Ruth v Památníku národního písemnictví v Praze.